# Robert Westbrook
Robert T. Westbrook (nascido em 24 de dezembro de 1945, cidade de Nova York) é um escritor americano, filho da colunista Sheilah Graham.
Westbrook viveu em Los Angeles até a adolescência, quando sua mãe levou Robert e Wendy para a cidade de Nova York . Robert frequentou a progressista Putney School e a Columbia College . 
Nota: os títulos das obras citadas adiante foram mantidos no idioma de origem por se tratar de um escritor pouco conhecido na língua portuguesa, de modo que não foi possível encontrar publicações traduzidas. Assim, caso haja interesse, será mais fácil para o leitor procurar informações usando os nomes originais.

## Início de carreira
Após uma viagem de verão à União Soviética, Westbrook escreveu seu primeiro livro aos 17 anos, Journey Behind the Iron Curtain, publicado em 1963 pela GP Putnam's Sons . Na década de 1960, quando estava na Universidade de Columbia, ficou inspirado para escrever seu primeiro romance, The Magic Garden of Stanley Sweetheart, publicado pela Crown em 1970. O romance se tornou um filme da MGM, com um ator chamado Don Johnson no papel principal. O filme foi elogiado por Andy Warhol por retratar a cena da contracultura de Nova York no final dos anos 1960.
Na década de 1980, enquanto vivia com sua família no Havaí, Westbrook escreveu diversos mistérios satíricos ambientados na Los Angeles dos anos 1950.
Em 1988, Westbrook morava na Grécia quando sua mãe, Sheilah Graham, morreu em 17 de novembro em Palm Beach, Flórida, de insuficiência cardíaca congestiva . Ela deixou seus documentos para ele e o orientou a contar sua história. Ele assim o fez, detalhando o romance de sua mãe com Fitzgerald. Ele incluiu muitos detalhes omitidos do livro de memórias best-seller de Graham de 1958, Beloved Infidel . Publicado pela HarperCollins em 1995, A revista americana Kirkus Reviews destacou Intimate Lies como uma contribuição valiosa para a literatura sobre Fitzgerald e Graham.

### A trilogia Torch Singer
- Livro um: An Overnight Sensation, Swan's Nest Canada, capa dura, brochura, e-book (2014)
- Livro dois: An Almost Perfect Ending, Swan's Nest Canada, capa dura, brochura, e-book (2014)

### Não-ficção
- Intimate Lies HarperCollins (1995), republicado, Speaking Volumes, brochura, e-book (2018) [4]

### Trabalhos iniciais
- Journey Behind the Iron Curtain, Filhos de GP Putnam (1963)
- The Magic Garden of Stanley Sweetheart, Crown (1970)

### Left Handed Police Man Mysteries
- The Left Handed Police Man, Crown (1986) Brochura da Warner Books (1987), republicado, Speaking Volumes, brochura, e-book (2018)
- Nostalgia Kills, Crown (1988), republicado, Speaking Volumes, brochura, e-book (2018)
- Lady Left, Crown (1990), republicado, Speaking Volumes, brochura, e-book (2018)
- Rich Kids, Birchlane (1992)

### Mistérios dos cervos de Howard Moon
- Ghost Dancer Signet (1998), republicado, Speaking Volumes, brochura, e-book (2017)
- Warrior Circle Signet (1999), republicado, Speaking Volumes, brochura, e-book (2017)
- Red Moon Signet (2000), republicado, Speaking Volumes, brochura, e-book (2017)
- Ancient Enemy Signet (2001), republicado, Speaking Volumes (2018)

"Turquoise Lady" Speaking Volumes, brochura, e-book (2019)
"Blue Moon," Speaking Volumes, brochura, e-book (2020)

### Romances baseados em roteiros
- The Mexican Signet (2001), do filme estrelado por Julia Roberts e Brad Pitt
- Insomnia Signet (2002), do thriller de mistério estrelado por Al Pacino e Robin Williams
- The Final Cut (2004), adaptado do thriller de ficção científica com Robin Williams e Mira Sorvino
- The Saudi Connection (2006) Jack Anderson e Robert Westbrook Tor/Forge

## links externos
- Biografia do autor de Westbrook
- Sinopses de Intimate Lies com informações biográficas
- Artigo do Jewish Women's Archive sobre Sheilah Graham, da filha Wendy Fairey

- Biografia do autor de Westbrook
- Página de Robert Westbrook na Amazon